# Biskupići (Prijepolje)
Biskupići (Servisch cyrillisch Бискупићи) is een plaats in de Servische gemeente Prijepolje. De plaats telt 22 inwoners (2002).